# Episodi di Settimo cielo (prima stagione)
La prima stagione della serie televisiva Settimo cielo (7th Heaven), composta da 22 episodi, è stata trasmessa per la prima volta negli Stati Uniti dal 26 agosto 1996 al 19 maggio 1997 sulla rete the WB.
In Italia la stagione è stata trasmessa in prima visione su Canale 5 dal 29 giugno al 23 luglio 1998.
| nº | Titolo originale                         | Titolo italiano               | Prima TV USA      | Prima TV Italia |
| -- | ---------------------------------------- | ----------------------------- | ----------------- | --------------- |
| 1  | Anything You Want                        | Una famiglia al completo      | 26 agosto 1996    | 29 giugno 1998  |
| 2  | Family Secrets                           | Le scarpe del Reverendo       | 23 settembre 1996 | 30 giugno 1998  |
| 3  | In the Blink of an Eye                   | In un batter d'occhio         | 30 settembre 1996 | 1ºluglio 1998   |
| 4  | No Funerals and a Wedding                | Crisi a catena                | 7 ottobre 1996    | 2 luglio 1998   |
| 5  | The Color of God                         | Il colore di Dio              | 14 ottobre 1996   | 3 luglio 1998   |
| 6  | Halloween                                | La gara delle zucche          | 28 ottobre 1996   | 6 luglio 1998   |
| 7  | Saturday                                 | Una severa punizione          | 4 novembre 1996   | 4 luglio 1998   |
| 8  | What Will People Say?                    | Cosa dirà la gente?           | 11 novembre 1996  | 7 luglio 1998   |
| 9  | See No Evil, Hear No Evil, Speak No Evil | La grande paura               | 18 novembre 1996  | 8 luglio 1998   |
| 10 | Last Call for Aunt Julie                 | Momenti importanti            | 25 novembre 1996  | 9 luglio 1998   |
| 11 | Now You See Me                           | Una vera famiglia per Tia     | 16 dicembre 1996  | 10 luglio 1998  |
| 12 | With a Little Help from My Friends       | Cuccioli                      | 13 gennaio 1997   | 11 luglio 1998  |
| 13 | America's Most Wanted                    | L'iniziazione                 | 27 gennaio 1997   | 14 luglio 1998  |
| 14 | Seven Is Enough                          | Uno in più?                   | 3 febbraio 1997   | 13 luglio 1998  |
| 15 | Happy's Valentine                        | Una notte in campeggio        | 10 febbraio 1997  | 15 luglio 1998  |
| 16 | Brave New World                          | Una nuova vita                | 17 febbraio 1997  | 16 luglio 1998  |
| 17 | Choices                                  | Scelte da fare                | 14 aprile 1997    | 17 luglio 1998  |
| 18 | Faith, Hope and the Bottom Line          | L'esito finale                | 21 aprile 1997    | 18 luglio 1998  |
| 19 | It's About George...                     | Il piccolo George             | 28 aprile 1997    | 20 luglio 1998  |
| 20 | Say Good-Bye                             | Festa di addio                | 5 maggio 1997     | 21 luglio 1998  |
| 21 | Dangerous Liaisons: Part 1               | Relazioni pericolose: Parte 1 | 12 maggio 1997    | 22 luglio 1998  |
| 22 | Dangerous Liaisons: Part 2               | Relazioni pericolose: Parte 2 | 19 maggio 1997    | 23 luglio 1998  |

## Una famiglia al completo
- Titolo originale: Anything You Want
- Diretto da: Sam Weisman
- Scritto da: Brenda Hampton

### Trama
Eric Camden è un reverendo, un padre di cinque figli, e felicemente sposato con Annie Camden, una mamma casalinga che deve crescere i loro cinque figli. Matt è il figlio più grande che non riesce a trovare un lavoro. Mary è la figlia più grande a cui piace giocare a basket e desidera ardentemente baciare un ragazzo. Lucy è la figlia di mezzo e sta cercando di diventare una donna. Simon è il figlio più piccolo che vuole ad ogni costo prendere un cane, anche se i suoi genitori gli hanno già detto che è troppo giovane e irresponsabile, guardando i suoi disastri precedenti con gli animali. Ruthie è la figlia più piccola ed è una bambina di cinque anni, felice e adorabile. Annie porta a casa un'adorabile cagnetta, che Simon chiama Happy e, anche se all'inizio un po' titubanti, decidono di tenerla felicemente. I genitori di Annie le vengono a far visita, e la donna viene a conoscenza di devastanti notizie quando i suoi genitori le dicono che hanno appena saputo che la madre ha una forma molto grave di leucemia.
- Guest star: Graham Jarvis (Charles Jackson), Alice Hirson (Jenny Jackson), Ryan Bittle (Jeff), Eileen Brennan (Signorina Gladys Bink), William Thomas Jr. (Suonatore d'organo).

## Le scarpe del Reverendo
- Titolo originale: Family Secrets
- Diretto da: Mark Sobel
- Scritto da: Brenda Hampton

### Trama
Matt rivela ai genitori di essere amico di una giovane ragazza incinta, Renee. Subito chiarisce di non essere il padre del bambino, ma sta solo provando ad aiutarla. Mary sta tenendo nascosto a Matt il fatto che sta uscendo con Jeff, il migliore amico del fratello. Lucy ha una cotta segreta per il suo compagno di classe Jimmy Moon. Eric non riesce a trovare le sue scarpe che Simon ha nascosto perché Happy le ha tutte mordicchiate. Quando Simon dice la verità al padre gli rivela anche che Happy aspetta dei cuccioli. Alla fine dell'episodio, Annie rivela la verità scioccante a Matt a proposito di sua nonna che ha la leucemia.
- Guest star: Matthew Linville (Jimmy Moon), Ryan Bittle (Jeff), Ashlee Levitch (Renee Nicholson), Rebecca Cross (Infermiera)

## In un batter d'occhio
- Titolo originale: In the Blink of an Eye
- Diretto da: Duwayne Dunham
- Scritto da: Catherine LePard

### Trama
Annie continua a soffrire per la recente diagnosi di sua madre che ha la leucemia. Allora decide di andare in Arizona a far loro visita. Nel frattempo, Eric si offre volontario per un lavoro sociale, ma non riesce a farlo all'ultimo minuto. Allora si offre volontario Matt, ma le sue credenze lo mettono in dubbio a proposito dell'organizzazione e dei motivi per cui stanno facendo la carità. Inoltre, Mary decide di lasciare Jeff mentre Lucy ha il suo primo vero appuntamento con il suo compagno di classe Jimmy Moon. Infine, quando Annie ritorna a casa con i suoi genitori, quest'ultimi decidono di stare con lei e il resto della famiglia così che possano passare dei giorni con loro, ma sfortunatamente sarà l'ultimo per la madre di Annie, Jenny.
- Guest star: Graham Jarvis (Charles Jackson), Alice Hirson (Jenny Jackson), Ryan Bittle (Jeff), Matthew Linville (Jimmy Moon), Mindy Spence (Diana), Michael Cutt (Cop), Mik Scriba (Padre di Diana)

## Crisi a catena
- Titolo originale: No Funerals and a Wedding
- Diretto da: Mark Jean
- Scritto da: Molly Newman

### Trama
Simon prova a trovare un posto speciale in paradiso dove mandare la madre di Annie. Dopo il funerale Annie si rattrista ancora di più per la partenza del padre che torna in Arizona. Eric aiuta una coppia con problemi coniugali. Mary vuole rompere col fidanzato, Jeff, ma non ha il coraggio di dirglielo. Sarà Lucy, triste per la perdita della nonna, a dire inavvertitamente al ragazzo le intenzioni di Mary. Jeff però si convince che Lucy si sia sbagliata circa le intenzioni della sorella e così chiede a Mary di fidanzarsi con lui; spingendo così la ragazza a dirgli come stanno realmente le cose. Renee, l’amica di Matt, entra in travaglio e Matt le starà accanto in Ospedale. 
- Guest star: Dorian Harewood (Morgan Hamilton), Graham Jarvis (Charles Jackson), Ryan Bittle (Jeff), Olivia Brown (Patricia Hamilton), Ashlee Levitch (Renee Nicholson), Raphael Sbarge (Steve Walker), Leah Lail (Susan Walker), Whitney Rydbeck (signor Fowler), John Rubinow (Dr. Lane), Lee Duncan (Ed), Anne Faulkner (signora Morgan), Frank Vitolo (Cabbie)

## Il colore di Dio
- Titolo originale: The Color of God
- Diretto da: Burt Brinckerhoff
- Scritto da: Brenda Hampton

### Trama
Quando la famiglia Camden apprende che la chiesa del loro amico, il reverendo Morgan della chiesa di Hamilton, è stata bruciata da un gruppo razzista, Eric invita il reverendo e la sua famiglia a stare da lui. Simon si trova nei guai dopo aver difeso il suo amico Nigel dopo aver sentito un commento razzista. Matt, Mary e Lucy diventano molto amici dei figli del reverendo Hamilton, Keesha e John, mentre Ruthie di Lynn. 
- Guest star: Chaz Lamar Shepherd (John Hamilton), Gabrielle Union (Keesha Hamilton), Dorian Harewood (Morgan Hamilton), Olivia Brown (Patricia Hamilton), David Netter (Nigel Hamilton), Camille Winbush (Lynn Hamilton), James Nardini (Guardia di Sicurezza), Jean Hubbard (Signorina Mosely), Mark Humphrey (Mark), Tommy Bertelsen (Bobby), Myles Abney (Mr. Roberts), Faithful Central e M.B.C. Choir (Se stessi)

## La gara delle zucche
- Titolo originale: Halloween
- Diretto da: Nick Havinga
- Scritto da: Molly Newman

### Trama
Lucy decide di saperne di più su Mike, un uomo misterioso soprannominato “Il Mutante” che è stato accusato di omicidio. Simon vuole vincere a tutti i costi la “gara delle zucche” della chiesa. Eric si mostra contro la festa di Halloween perché da ragazzo ha avuto una brutta esperienza.
- Guest star: Matthew Linville (Jimmy Moon), Richard Moll (Mike, Il mutante), Lori Heuring (Roxanne), Erik Von Detten (Randy), Chris Owen (Sam), Lisa Long (Mrs. Warner), Aaron Brownstein (Tommy), Nicki Hayman (Eric da giovane), Michael Krawic (Henry Bernard), Adam Sutton (Giovane Henry/Zack)

## Una severa punizione
- Titolo originale: Saturday
- Diretto da: David Semel
- Scritto da: Jack Lo Giudice

### Trama
Poiché Mary non ha invitato la sua famiglia alla partita di basket, i Camden prendono altri impegni. Ma Lucy è arrabbiata di non essere stata invitata perché ha invitato un'amica, Ashley. Simon, Ruthie e Happy si perdono fingendo di giocare alle spie. Eric deve aiutare un ragazzo ad uscire dalla dipendenza della droga.
- Guest star: Matthew Linville (Jimmy Moon), Christopher Michael (Sgt. Michaels), Yunoka Doyle (Cheryl), Alicia Leigh Willis (Corey Conway), Mila Kunis (Ashley), Chuck Sloan (Mr. Barret), Granville Sloan (Mr. Daniels), Christian Campbell (Terry Daniels), Bridget Flanery (Susan Barrett), Sam Clay (Mr. Jefferies), Nancy Sinclair (Martha Daniels), Nick Spano (Blake)

## Cosa dirà la gente?
- Titolo originale: What Will People Say?
- Diretto da: Duwayne Dunham
- Scritto da: Brenda Hampton

### Trama
I figli di Eric lo vedono accompagnare una donna in un hotel e così pensano che il padre abbia una relazione. La voce però si sparge e tutta la comunità di Gleanoak lo viene a sapere. A scuola i compagni di Simon scoprono chi è la ragazzina che gli piace e si infuriano.
- Guest star: Edie McClurg (signora Beeker), David Netter (Nigel Hamilton), Mark Humphrey (Mark), Faye Grant (Abby), Johnny Green (Richard), Erich Anderson (Jake), Michael Cutt (Cop), Tommy Bertelsen (Bobby), Tom Finnegan (Guardia di sicurezza), Jean Sincere (Ragazza della caffetteria), Danielle Keaton (Gabrielle)

## La grande paura
- Titolo originale: See No Evil, Hear No Evil, Speak No Evil
- Diretto da: Harry Harris
- Scritto da: Catherine LePard

### Trama
Annie e Matt subiscono una rapina. Mentre Matt sembra molto spaventato, Annie è molto tranquilla fino a che non scopre di aver perso la fede nuziale e si rende conto che avrebbe potuto perdere suo figlio. Mary pensa di farsi un tatuaggio per farsi accettare nella squadra di basket e Lucy ha paura di rompere con Jimmy Moon a causa delle elezioni.
- Guest star: Matthew Linville (Jimmy Moon), Christopher Michael (Sgt. Michaels), Yunoka Doyle (Cheryl), Alicia Leigh Willis (Corey Conway), Olivia Brown (Patricia Hamilton), Michael Cutt (McQuire), Harold Ayer (signor Larsen), Paul L. Motley (signor Fitzpatrick), Michael Monks (uomo), Peg Phillips (signora Hinkle)

## Momenti importanti
- Titolo originale: The Last Call for Aunt Julie
- Diretto da: Joel J. Feigenbaum
- Scritto da: Ron Zimmerman

### Trama
Matt, Mary e Lucy non vogliono passare il giorno del ringraziamento con la famiglia fino a che vengono a sapere che Julie, la sorella di Eric, passerà le vacanze da loro. Eric cerca di aiutare la sorella ad uscire dalla dipendenza dall'alcol ed Annie ha molta paura a lasciare i suoi figli con la donna.
- Guest star: Deborah Raffin (Julie Camden), Matthew Linville (Jimmy Moon), Melanie Hall (Mindy Clayborne), Gerry Del Sol (Sully), Allen Perada (Jack)

## Una vera famiglia per Tia
- Titolo originale: Now You See Me
- Diretto da: Harvey S. Laidman
- Scritto da: Charles Lazer

### Trama
Quando la ragazza di Matt, Tia, chiede di passare più tempo con i Camden e rifiuta spesso di stare da sola proprio con Matt, la famiglia del ragazzo si insospettisce. Lucy vuole entrare nella squadra delle cheerleader e chiede aiuto a Matt. Simon prova a diventare invisibile e vuole convincere la famiglia che ci riesce veramente.
- Guest star: Tamara Mello (Tia Jackson), Rebecca Balding (Ellen), David Purdham (Bob Jackson), Kaela Dobkin (Segretaria di Bob), Allegra Growdon (Kristin)

## Cuccioli
- Titolo originale: With a Little Help from My Friends
- Diretto da: Burt Brinckerhoff
- Scritto da: Brenda Hampton & Jack LoGiudice

### Trama
Matt aiuta segretamente una signora anziana, la signora Bink. Ma Eric comincia a insospettirsi quando scopre che il figlio e Mary saltano la messa e la scuola. Eric rompe delle cose della chiesa per farle aggiustare ad una famiglia senza casa in modo che questa possa guadagnarsi del denaro. Lucy è depressa perché sembra che agli altri non importi del suo tredicesimo compleanno e perché Eric non gli lascia fare una festa.
- Guest star: Matthew Linville (Jimmy Moon), Eileen Brennan (signora Gladys Bink), Mimi Cozzens (signora Brogan), Michelle Casey (Katie Cunningham), Chris Owen (Sam), Megan Paul (Wendy), Jennifer Fenton (Jennifer), Jason Davis (Dwight Jefferson), Marcus Smythe (Steve), Robin Pearson Rose (Wife), Mila Kunis (Ashley)

## L'iniziazione
- Titolo originale: America's Most Wanted
- Diretto da: Mark Jean
- Scritto da: Brenda Hampton

### Trama
Mary cerca d'impressionare la sua squadra di basket rubando un bicchiere in un bar. Ma Eric trova il bicchiere e lo fa restituire da Matt che viene così arrestato. Simon e Ruthie sentono di nascosto che a loro padre non piace che alcune persone in America non sappiano l'Inno Nazionale e decidono quindi di impararlo.
- Guest star: Chaz Lamar Shepherd (John Hamilton), Gabrielle Union (Keesha Hamilton), Matthew Linville (Jimmy Moon), Alicia Leigh Willis (Corey Conway), Dorian Harewood (Morgan Hamiton), Michael McGuire (Mr. Ryland), Carol Locatell (Mrs. Penn), Nancy Moonves (giudice Julie Carnes), Jason Davis (Dwight Jefferson), Ken Kerman (Coach Mayfield), Claudia Lonow (Cameriere), Yolanda Lloyd Delgado (signora Romero)

## Uno in più?
- Titolo originale: Seven Is Enough
- Diretto da: Harry Harris
- Scritto da: Catherine LePard & Ron Zimmerman

### Trama
Arrivano in città i genitori di Eric e tutti i Camden ne sono terrorizzati. La goccia che fa traboccare il vaso riguarda però l'adozione di un orfano, George, poiché sia Eric che il Colonnello vogliono adottarlo. Annie scopre dov'è finita la sua fede nuziale quando la vede addosso ad una donna.
- Guest star: Peter Graves ("Il Colonnello" John Camden), Barbara Rush (Nonna Ruth Camden), Sam Saletta (George Grayson/Camden), Annie Abbott (Emma)

## Una notte in campeggio
- Titolo originale: Happy's Valentine
- Diretto da: David Semel
- Scritto da: Brenda Hampton

### Trama
Annie, Eric, Patricia e Morgan passano un romantico San Valentino al campeggio. Matt deve quindi occuparsi dei fratelli ma non ci riesce poiché egli ha un appuntamento e Mary vuole dare una festa. Mentre Matt è distratto da questi problemi non si accorge che Happy scappa e viene investita. Simon incolpa così il fratello maggiore per quello che è successo al suo cane. Intanto Lucy e Jimmy Moon festeggiano il loro primo San Valentino.
- Guest star: Dorian Harewood (Morgan Hamilton), Olivia Brown (Patricia Hamilton), Chaz Lamar Shepherd (John Hamilton), Gabrielle Union (Keesha Hamilton), David Netter (Nigel Hamilton), Camille Winbush (Lynn Hamilton), Matthew Linville (Jimmy Moon), Christopher Michael (Sergente Michaels), Tara Boger (Sarah), Pat Lentz (Mamma di Dwight), Tracy Y. Costen (Joanne), Brad Crouch (Ted), Jason Olive (Rick), Christopher E. Washington (George), Jason Davis (Dwight Jefferson)

## Una nuova vita
- Titolo originale: Brave New World
- Diretto da: Harvey S. Laidman
- Scritto da: Catherine LePard

### Trama
Lucy vuole che Eric scopra la verità sulla sua nuova amica. Matt difende Mary da un bullo a scuola e Simon è geloso del nuovo amico di Ruthie. Annie diventa triste quando vede che tutti i suoi figli ormai frequentano la scuola.
- Guest star: Don Jeffcoat (Michael Towner), Matthew Linville (Jimmy Moon), Yunoka Doyle (Cheryl), Alicia Leigh Willis (Corey Conway), Nancy Lee Grahn (Ms. Russell), Brynn Thayer (Pam), Rachel Crane (Suzanne Sanders), James Read (Bill Sanders), William Forward (signor Naki), Dawn Jeffory (Debbie Miller), Dawn Walnoha (Mamma di Katie), Catie Yaher (Katie)

## Scelte da fare
- Titolo originale: Choices
- Diretto da: Kevin Inch
- Scritto da: Sue Tenney

### Trama
Mary finisce ad una finta e pericolosa festa. Per Lucy è arrivato il momento di scegliere la sua religione. Eric e Annie consigliano un amico ex pastore che ha un segreto. Simon e Ruthie comprano di nascosto dei furetti.
- Guest star: Keri Russell (Camille), Paul Johansson (Tom Harrison), Robin Curtis (Judy Calloway), Ed Berke (Eddie), Scott Gurney (Max), J. Patrick Lawlor (Jason), Barry Wiggins (Larry), David Damico (Ralph), John Plumpis (Phil)

## L'esito finale
- Titolo originale: Faith, Hope and the Bottom Line
- Diretto da: Burt Brinckerhoff
- Scritto da: Catherine LePard

### Trama
Eric vuole assumere un ex detenuto come organista. Lucy diventa gelosa quando Mary diventa l'istruttrice del suo ragazzo. Simon deve fare un'iniezione e Matt lo accompagna. Ruthie prova tutti i numeri di emergenza.
- Guest star: Alan Fudge (Lou Dalton), Matthew Linville (Jimmy Moon), Christopher Michael (Sergente Michaels), Greg Evigan (Ron Kramer), Andrea Walters (Dottore), Michael Cutt (Ufficiale McGuire), Nick McGuire (direttore del coro), Laura Trice (Infermiera)

## Il piccolo George
- Titolo originale: It's About George...
- Diretto da: Harry Harris
- Scritto da: Ron Zimmerman

### Trama
I genitori di Eric tornano in città insieme al loro figlio adottivo George per far visita alla figlia Julie, che sta per uscire dal centro di recupero per alcolizzati. Eric incontra Will, il vero padre del bambino. Lucy con l'aiuto di Matt e Mary prepara Jimmy ad incontrare i nonni della ragazza.
- Guest star: Peter Graves ("Il Colonnello" John Camden), Barbara Rush (Nonna Ruth Camden), Deborah Raffin (Julie Camden), Sam Saletta (George Camden), Matthew Linville (Jimmy Moon), William Katt (Will Grayson), Michael Cole (Eddie), John Martin (Josh Silverman)

## Festa di addio
- Titolo originale: Say Good-Bye
- Diretto da: Gabrielle Beaumont
- Scritto da: Brenda Hampton & Sue Tenney

### Trama
Mary fa il suo debutto canoro ad un Caffè mentre Matt è corteggiato da Rachel, un'amica divorziata di sua madre. Ruthie decide di dire addio al suo amico immaginario, Lucy è demoralizzata quando la sua nuova amica Suzanne se ne va.
- Guest star: Leann Hunley (Rachel), Rachel Crane (Suzanne Sanders), Jacqueline Hahn (Insegnante)

## Relazioni pericolose: Parte 1
- Titolo originale: Dangerous Liaisons: Part 1
- Diretto da: Harvey S. Laidman
- Scritto da: Brenda Hampton

### Trama
Charles, il padre di Annie, si presenta a casa Camden con una nuova fidanzata a pochi mesi di distanza dalla morte della moglie. Matt incontra una nuova ragazza all'aeroporto, Heather, con la quale è deciso ad uscire. Lucy, su consiglio di Simon, si fa bionda. Mary incontra un nuovo ragazzo al parco, Wilson, con il suo “fratellino” Billy. Mary viene investita da un'auto.
- Guest star: Graham Jarvis (Charles Jackson), Beverly Garland (Ginger Jackson), Andrew Keegan (Wilson West), Don Jeffcoat (Michael Towner), Meg Wittner (Donna Cain), Andrea Ferrell (Heather Cain), Seth Allen (Ragazzo numero 1), Erika Dickson (Amica di Heater numero 2), Daniel Newman (Ragazzo numero 2), Amy Wong (Amica di Heather numero 1)

## Relazioni pericolose: Parte 2
- Titolo originale: Dangerous Liaisons: Part 2
- Diretto da: Harvey S. Laidman
- Scritto da: Brenda Hampton

### Trama
Eric ed Annie aspettano che Mary finisca di essere operata dopo l'incidente d'auto. Michael Towner è il colpevole dell'incidente e si viene a scontrare con Matt. Wilson confessa ai genitori di Mary di essere un ragazzo padre. Jimmy Moon usa la scusa che Lucy si è tinta i capelli per lasciarla. La signora Bink suggerisce ad Annie come agire, così la donna fa pace col padre ed accetta Ginger.
- Guest star: Graham Jarvis (Charles Jackson), Beverly Garland (Ginger Jackson), Andrew Keegan (Wilson West), Don Jeffcoat (Michael Towner), Matthew Linville (Jimmy Moon), Ally Wolfe (Infermiera), Andrea Ferrell (Heather Cain), Eileen Brennan (signora Gladys Bink), Sheila Wills (Insegnante), David A. Kimball (Dr. Robert Wolf), Anthony Natale (Waiter), Erika Dickson (Amica di Heather numero 2), Amy Wong (Amica di Heather numero 1)